# Pteronymia timagenes
Pteronymia timagenes is een vlinder uit de familie Nymphalidae. De wetenschappelijke naam van de soort is voor het eerst geldig gepubliceerd in 1889 door Frederick DuCane Godman & Osbert Salvin.